# Conceptalbum
Een conceptalbum is in de popmuziek een muziekalbum rond een bepaald thema, dat instrumentaal, compositorisch, verhalend of lyrisch kan zijn.
De nummers vertonen een muzikale en tekstuele samenhang, dit in tegenstelling tot een standaardalbum van een artiest of groep, dat meestal bestaat uit een verzameling van (deels) eerder als single uitgebrachte, niet-samenhangende nummers, die door de artiest of leden van de groep werden geschreven of uitgekozen om gezamenlijk uit te brengen. De betekenis van het (Engelstalige) begrip album was dan ook: een verzameling van (oorspronkelijk 78-toeren)singles in een doos/verzamelband ("album"). 
Conceptalbums werden in de jaren 50 voor het eerst uitgebracht door Frank Sinatra. Sinatra was daarmee ook een van de eersten die een album in de vorm van een langspeelplaat uitbracht, waardoor het niet meer nodig was de (78- of 45-toeren)platen te wisselen. In 1955 bracht Sinatra het eerste conceptalbum In the Wee Small Hours uit, een album met aspecten van introspectie, verloren liefdes, melancholie en eenzaamheid. Dat album was het eerste van een reeks succesvolle conceptalbums met diverse thema's, die tot eind jaren 60 doorliep.
De term conceptalbum was vanaf de beginjaren van de rockmuziek (vanaf ongeveer 1966, het punt waar muziekkenners serieus begonnen te differentiëren tussen pop en rock) eigenlijk bedoeld voor twee genres van conceptalbums:
- albums die voornamelijk nummers bevatten die thematisch sterk eenduidig zijn, zoals Sgt. Pepper's Lonely Hearts Club Band van The Beatles, zonder een verhaallijn
- albums waarvan de nummers een verhaal vertellen, zoals Tommy van The Who.

Naast de muziek wordt vaak de artistieke vormgeving van een album aan het concept aangepast en soms ook het gehele uiterlijk van de artiesten.
Er worden in bijna alle popgenres conceptalbums gemaakt, maar genres waar dit soort album vaak voorkomen, zijn jazz en progressieve rock.